# Winta (mitología)
Winta (c. 585) es un dios y rey mitológico de los sajones, ancestro de la casa real del reino de Lindsey, hijo de Odín, y patriarca de los lindisfaras (o lindisfaran, una tribu de los anglos). Su genealogía aparece en Genealogiae regum Anglorum y Textus Roffensis, pero sin embargo se omite en la crónica anglosajona.

## Reino de Lindsey
Al margen de la mitología, la historicidad de la figura de Winta está acreditada con cierta base histórica como el primero de su estirpe anglosajona. Winta reforzó la hegemonía de Mercia en los reinos anglos medios, intentó lo propio en Estanglia pero Tytila Wuffinga le hizo frente y resistió el embiste.